# لوسي بيج غاستون
لوسي بيج غاستون (بالإنجليزية: Lucy Page Gaston)‏ هي ناشِطة أمريكية، ولدت في 19 مايو 1860 في ديلاوير في الولايات المتحدة، وتوفيت في 20 أغسطس 1924.